# Scott Martin
Scott Martin (nacido el 6 de noviembre de 1981) es un copiloto británico de rally que compite en el Campeonato Mundial de Rally de la FIA. Es conocido por haber ganado con el coche, Toyota Yaris WRC en el Rally de Suecia con el conductor,   Elfyn Evans en 2020.

## Biografía
Martin comenzó su carrera en los rallies en 2001 como copiloto a nivel nacional en el Reino Unido. Con Matthew Wilson en 2004, terminó como segundo copiloto absoluto en el Campeonato Británico de Rally (BRC) con el Ford Focus RS. Después de la temporada 2004, Martin fue aceptado en el programa de élite de MSA, un programa de entrenamiento especializado para jóvenes pilotos de rally británicos.
En 2005 sufrió un grave accidente en la primera ronda del BRC, el Rally de Gales, y fue trasladado en avión al hospital. Más tarde ese mismo año logró su primera victoria internacional en el Trackrod Rally con Wilson. El equipo también terminó primero en el Colin McRae Stages Rally.
En 2006 Martin, con el piloto escocés Barry Clark en el Ford Fiesta ST, obtuvo el tercer lugar en la serie Fiesta Sporting Trophy International (FSTi) y el tercer lugar en la categoría S1600 del BRC. Al año siguiente logró su primera victoria en una serie internacional en el FSTi con Clark, y con Mark Higgins se ubicó tercero en la general en el Campeonato del Mundo de Rally de Producción de la FIA.
Durante el período 2008-2011, fue copiloto con Matthew Wilson en el Ford Focus RS (2008-10) y el Ford Fiesta RS (2011), compitiendo en la serie WRC completa. La pareja logró el séptimo lugar en la clasificación general en 2009 y nuevamente en 2011, cuando quedaron cuartos en el Repco Rally de Australia, su mejor resultado en el WRC.
Participó en solo dos eventos del WRC en 2012, luego en 2013 compitió como copiloto con Sheikh Khalid Al-Qassimi en el Citroën DS3. El equipo participó en 7 eventos del WRC y en cinco eventos del Campeonato de Rally de Oriente Medio (MERC), en los que quedó segundo en la general.
A finales de 2013, Martin había competido en 82 rallies del WRC. Ocupó el puesto 13 en el ranking de copilotos de la IRDA (Asociación Internacional de Pilotos de Rally), con 2844 puntos, lo que lo convierte en el copiloto británico mejor clasificado. En 2014 él y Craig Breen ganaron el Rally de la Acrópolis en Grecia ─eliminado ese año de la lista de campeonatos de la FIA─ conduciendo el Peugeot 208 T16, y el Ravens Rock Rally en Irlanda conduciendo el Ford Fiesta RS.
En 2019, Martin cocondujo a Elfyn Evans con el M-Sport World Rally Team con el que subieron al podio dos veces en el tercer lugar. Lo sigue en 2020 al equipo Toyota y gana su primer rally del WRC en Suecia. 
Victorias en el Campeonato Mundial de Rally (WRC, por sus siglas en inglés).

## Victorias en el Campeonato Mundial de Rally
| #  | Rally                           | Temp. | Piloto      | Auto                   |
| -- | ------------------------------- | ----- | ----------- | ---------------------- |
| 1  | 68th Rally Sweden               | 2020  | Elfyn Evans | Toyota Yaris WRC       |
| 2  | 13. Rally Turkey Marmaris       | 2020  | Elfyn Evans | Toyota Yaris WRC       |
| 3  | 54.º Vodafone Rally de Portugal | 2021  | Elfyn Evans | Toyota Yaris WRC       |
| 4  | 70th Secto Rally Finland        | 2021  | Elfyn Evans | Toyota Yaris WRC       |
| 5  | 47.º Croatia Rally              | 2023  | Elfyn Evans | Toyota GR Yaris Rally1 |
| 6  | 72st Secto Rally Finland        | 2023  | Elfyn Evans | Toyota GR Yaris Rally1 |
| 7  | 8th FORUM8 Rally Japan          | 2023  | Elfyn Evans | Toyota GR Yaris Rally1 |
| 8  | 9th FORUM8 Rally Japan          | 2024  | Elfyn Evans | Toyota GR Yaris Rally1 |
| 9  | 72nd Rally Sweden               | 2025  | Elfyn Evans | Toyota GR Yaris Rally1 |
| 10 | 73rd Safari Rally Kenya         | 2025  | Elfyn Evans | Toyota GR Yaris Rally1 |